# Katie Boyle
Catherine "Katie" Boyle (Firenca,  29. svibnja 1926. – London, 20. ožujka 2018.) bila je britanska glumica talijanskog porijekla, spisateljica, radijska spikerica, televizijska voditeljica. Najpoznatija je postala po predstavljanju Eurosonga u četiri navrata, 1960., 1963., 1968. i 1974.; prva tri u Londonu i posljednja u Brightonu u Engleskoj. 

## Životopis
Rodila se u Firenci (Italija) kao Caterina Irene Elena Maria Imperiali Di Francavilla, kći markiza Demetrija Imperialija di Francaville i Dorothy Kate Ramsden. U Ujedinjeno Kraljevstvo došla je 1946. i počela karijeru modela [neaktivna poveznica] - Irish News. 20 March 2018. Retrieved 20 March 2018.